# Hexactinella minor
Hexactinella minor är en svampdjursart som beskrevs av Arthur Dendy och Burton 1926. Hexactinella minor ingår i släktet Hexactinella och familjen Tretodictyidae.
Artens utbredningsområde är havet utanför Indien. Inga underarter finns listade i Catalogue of Life.